# Brit he-Chajal
Brit he-Chajal (hebr. ברית החייל, w Polsce jako m.in. „Związek Rezerwistów”, „Związek Żołnierzy”) – ruch afiliowany przy syjonizmie rewizjonistycznym, założony w II Rzeczypospolitej Polskiej w 1933 roku, który zrzeszał żydowskich weteranów Wojska Polskiego i Legionów. Brit he-Chajal miał być ideologicznym kontynuatorem Legionu Żydowskiego i jego przyszłą rezerwą. W 1936 roku ruch miał na terenie całej Polski aż 300 oddziałów i 20 000 członków. Działalność Brit he-Chajalu skupiała się głównie w Polsce, ale swoje przedstawicielstwa miał także w Stanach Zjednoczonych, Czechosłowacji i Mandacie Palestyny.

## Historia
Yaakov Shavit twierdzi, że Brit he-Chajal powstał w Polsce w sposób spontaniczny i w taki sam sposób się rozwijał. Należeć mieli do niego, byli żołnierze i oficerowie Wojska Polskiego lub Legionów Piłsudskiego żydowskiego pochodzenia, członkowie Bejtaru oraz osoby sympatyzujące z rewizjonistami, które chciały odbyć szkolenia wojskowe i służyć w przyszłości w armii żydowskiej. Sekretarzem generalnym organizacji był inż. Miron Szeskin lub podoficer Wojska Polskiego Dawid Król. Celem Związku miało być  przeprowadzanie szkoleń i ćwiczeń wojskowych. Jak pisał Szeskin, Żydzi jak każdy inny naród powinni zacząć od tworzenia swoich sił zbrojnych mogących chronić w przyszłości obywateli. Organizacja miała na celu również ochronę ochronę ludności żydowskiej przed atakami antysemitów. Miało to być ułatwione poprzez współpracę nawiązaną między armią II RP a rewizjonistami w Polsce. Jehuda Lapidot podaje, że Brit he-Chajal funkcjonował w Polsce przy akceptacji Ministerstwa Spraw Wewnętrznych i Ministerstwa Spraw Wojskowych. Jak pisał na łamach „Trybuny Narodowej” J. Ben-Ari (pisownia oryginalna):
W tym zespole państwowych i kolonizacyjnych funkcyj zajmuje Brit Hechajal swoje miejsce. Na nim ciążą zadania o specjalnym charakterze; funkcje, które wymagają specjalnego przygotowania i odpowiedzialności. W pierwszym rzędzie ciąży na nim zadanie, wyrażające się w samej nazwie „Brit Hechajal”. Nie jest to zwyczajne zjednoczenie ludzi, którzy mają za sobą służbę wojskową w tem lub innem państwie. „Brit Hechajal” jest fundamentem, kręgosłupem dookoła którego tworzy się w tej historycznej chwili obóz ludowy. Z tego punktu widzenia wychodząc, jest jasnem, iż Brit Hechajal powinien otrzymać specjalne przygotowanie, tak w dziedzinie wojskowej, jak i w dziedzinie narodowo kulturalnej (...) Obok tych zadań ma Brit Hechajal jeszcze i inne równie ważne. Nasza praca kolonizacyjna w Palestynie prowadzona była w nieodpowiedniej formie (...) Z tego faktu wypływa drugie zadanie Brit Hechajalu: kolonizatorskie. Lecz narodowy kolonizator winien pamiętać o jednem: iż buduje on swoją pracą żydowską niepodległość. Ma on ją tworzyć w swoim codziennym wysiłku, ma żyć w świadomości tego.
Szkolenia wojskowe i współpraca z Wojskiem Polskim sprawiły, że w swoją pozycję w Brit he-Chajal umocnił Irgun. Dlatego też później w organizację obozów szkoleniowych w Polsce angażował się Awraham Stern. W listopadzie 1936 roku rząd brytyjski wysłał do Polski raport, w którym informował, że zdaje sobie sprawę ze szkoleń, jakie przechodzą członkowie Bejtaru i Brit he-Chajalu w Polsce pod okiem polskich oficerów, a potem dokonują aliji do Palestyny w celu walki z siłami mandatowymi.
Nie ma zbyt wielu danych na temat jakości pracy Brit he-Chajalu w Polsce, ale artykuły w „Trybunie Narodowej” od 1936 roku mówiły o potrzebie przeprowadzania akcji werbunkowych, które były bardzo zaniedbane. Nawoływano do wewnętrznej reorganizacji struktur i konsolidacji środowiska. Mówiono o braku literatury propagandowo-szkoleniowej, którą np. posiadał Bejtar. Zwrócono uwagę, że starsi członkowie Bejtaru nie wstępowali później w szeregi Związku Żołnierzy.
Jak podaje Shavit, w oczach Mapai Brit he-Chajal jawił się jako oddziały szturmowe rewizjonistów w Polsce, które szkolone przez Piłsudskiego będą wykorzystywane do pacyfikacji partii i ruchów lewicowych.
Na początku 1936 roku w Polsce organizacja liczyła 300 oddziałów oraz 20 000 członków. Oficjalną siedzibą Brit he-Chajalu był Paryż, jednak oficjalne koordynacja i planowanie działań miały miejsce w Polsce.
W 1939 roku wśród działaczy organizacji narodził się pomysł utworzenia jednostki, która miałaby zostać przetransportowana do Mandatu Palestyny i podjąć działania przeciwko ludności arabskiej podczas arabskiego powstania (1936–1939).

## Brit he-Chajal za granicą
Związek istniał w Palestynie. W 1946 roku pisano, że młoda organizacja utworzyła koło oficerów w Palestynie, którzy rozpoczęli pracę werbunkową i propagandową. Jednak jak pisze Szawit, palestyński Brit he-Chajal odgrywał dużo mniejszą rolę i miał mniejsze znaczenie niż odpowiednik w Polsce. W 1936 roku w związku z wybuchem powstania arabskiego w Mandacie Palestyny, rewizjoniści wysłali do władz brytyjskich memorandum, w którym zapowiedzieli gotowość tysięcy członków ruchu do zadbania o bezpieczeństwo społeczności żydowskiej w Jiszuwie. Działalność propagandową prowadził Brit he-Chajal w Stanach Zjednoczonych. Agitowano tam wśród żydowskich weteranów oraz lobbowano w sferach rządowych na rzecz utworzenia żydowskich sił zbrojnych. Brit he-Chajal funkcjonował także w Belgii jako organizacja opiekująca się kombatantami. 18 grudnia 1936 roku pojawiła się informacja o legalizacji Związku w Czechosłowacji.